# Tour d'Almaty 2016
La 4e édition du Tour d'Almaty a eu lieu le 2 octobre 2016. Elle fait partie du calendrier UCI Asia Tour 2016 en catégorie 1.1. La course est remportée pour la troisième année consécutive par le Kazakh Alexey Lutsenko (Astana). Il est suivi par l'Italien Mauro Finetto (Unieuro Wilier) et par le Russe Roman Maikin (Gazprom-RusVelo).

## Équipes
| WorldTeam- Astana Équipes continentales professionnelles (2)- Delko-Marseille Provence-KTM - Gazprom-RusVelo Équipes continentales (9)- Kolss-BDC - Ningxia Sports Lottery-Livall - Norda-MG.Kvis - Rietumu-Delfin - Pishgaman Giant - Synergy Baku Project - Terengganu Cycling Team - Unieuro Wilier - Vino 4-ever SKO Équipes nationales (2)- Kazakhstan - Ouzbekistan |
| |

## Classement final
La course est remportée par le Kazakh Alexey Lutsenko (Astana). 
| \| Classement général \| Classement général \| Classement général \| Classement général \| Classement général \| \| Coureur \| Coureur \| Pays \| Équipe \| Temps \| \| ------------------ \| ----------------------- \| ------------------ \| ------------------ \| ------------------ \| \| 1er \| Alexey Lutsenko \| Kazakhstan \| Astana \| 4 h 23 min 55 s \| \| 2e \| Mauro Finetto \| Italie \| Unieuro Wilier \| + 3 min 44 s \| \| 3e \| Roman Maikin \| Russie \| Gazprom-RusVelo \| + 3 min 53 s \| \| 4e \| Mykhailo Kononenko \| Ukraine \| Kolss-BDC \| + 3 min 53 s \| \| 5e \| Alessandro Malaguti \| Italie \| Unieuro Wilier \| + 3 min 53 s \| \| 6e \| Nicola Gaffurini \| Italie \| Norda-MG.Kvis \| + 3 min 53 s \| \| 7e \| Arvin Moazemi \| Iran \| Pishgaman Giant \| + 3 min 53 s \| \| 8e \| Gian Marco Di Francesco \| Italie \| Norda-MG.Kvis \| + 3 min 53 s \| \| 9e \| Ēriks Toms Gavars \| Lettonie \| Rietumu-Delfin \| + 3 min 53 s \| \| 10e \| Hamid Pourhashemi \| Iran \| Pishgaman Giant \| + 3 min 53 s \| |                         |            |                 |                 |
| |                         |            |                 |                 |
| Source : ProCyclingStats |                         |            |                 |                 |
| Classement général |                         |            |                 |                 |
| Coureur | Coureur                 | Pays       | Équipe          | Temps           |
| 1er | Alexey Lutsenko         | Kazakhstan | Astana          | 4 h 23 min 55 s |
| 2e | Mauro Finetto           | Italie     | Unieuro Wilier  | + 3 min 44 s    |
| 3e | Roman Maikin            | Russie     | Gazprom-RusVelo | + 3 min 53 s    |
| 4e | Mykhailo Kononenko      | Ukraine    | Kolss-BDC       | + 3 min 53 s    |
| 5e | Alessandro Malaguti     | Italie     | Unieuro Wilier  | + 3 min 53 s    |
| 6e | Nicola Gaffurini        | Italie     | Norda-MG.Kvis   | + 3 min 53 s    |
| 7e | Arvin Moazemi           | Iran       | Pishgaman Giant | + 3 min 53 s    |
| 8e | Gian Marco Di Francesco | Italie     | Norda-MG.Kvis   | + 3 min 53 s    |
| 9e | Ēriks Toms Gavars       | Lettonie   | Rietumu-Delfin  | + 3 min 53 s    |
| 10e | Hamid Pourhashemi       | Iran       | Pishgaman Giant | + 3 min 53 s    |